# Hjortesten
Hjortesten er mongolske forhistoriske megalitsten med symbolindskæringer. Navnet kommer fra deres indskæringer, der skildrer flyvende hjorte.